# 打撃 (野球)
野球における打撃（だげき）またはバッティング（英: batting）とは、打者が相手投手の投球をバットで打つこと、およびその方法である。

## 概要
打者はバッタースボックスの中で打撃姿勢（ホームベースに正対し、バットのグリップを握り、これを構えること）をとり、投手が投げるボールに対してバットを振り（スイングし）、バットとボールを衝突させることによってボールを打ち返す。アウトになるか走者となったときに打撃を完了したことになる。

## 用具
打撃にはバットが使用され、試合では打席内での安全性を確保するためにヘルメットの着用が義務付けられている。グリップを安定させるためにバッティンググローブやリストバンドを着用したり、自打球や死球による怪我を避けるため、肘当てやレガースを着用する選手もいる。顔面に自打球を当てた秋山幸二や、八木沢荘六から顔面死球を受けたチャーリー・マニエルらがフェイスガードを着用した例もある。

## 打撃の基本
里崎智也は打撃の基本を「バッティングで一番大事なのはタイミングだけだから。形なんて大袈裟に言うとどうでもいい」と語っており「タイミングって教えられないのよ。ってなった時に、来る球が分かったら打てるのか?」と見込みのある選手とそうでない選手の分かれ目を示している。

## 打撃タイプの分類
打者には3つのタイプがある。自分の打席側に引っ張る打者、センター中心に打つ打者、自分の打席側とは反対の方向に流し打ちをする打者である。このうち、引っ張るタイプの打者はおおむね強い力に恵まれるフリースインガーである。真っ直ぐに打つタイプの打者はバットのコントロールが良いためにあらゆる方向に打つことが出来、空振りさせることが難しい。反対側に流す打者は球を待つ間が前二者よりやや長く、ジャストミートすることに専念して大きなスイングをしないために三振は少ない傾向にある。

## 技術と戦術

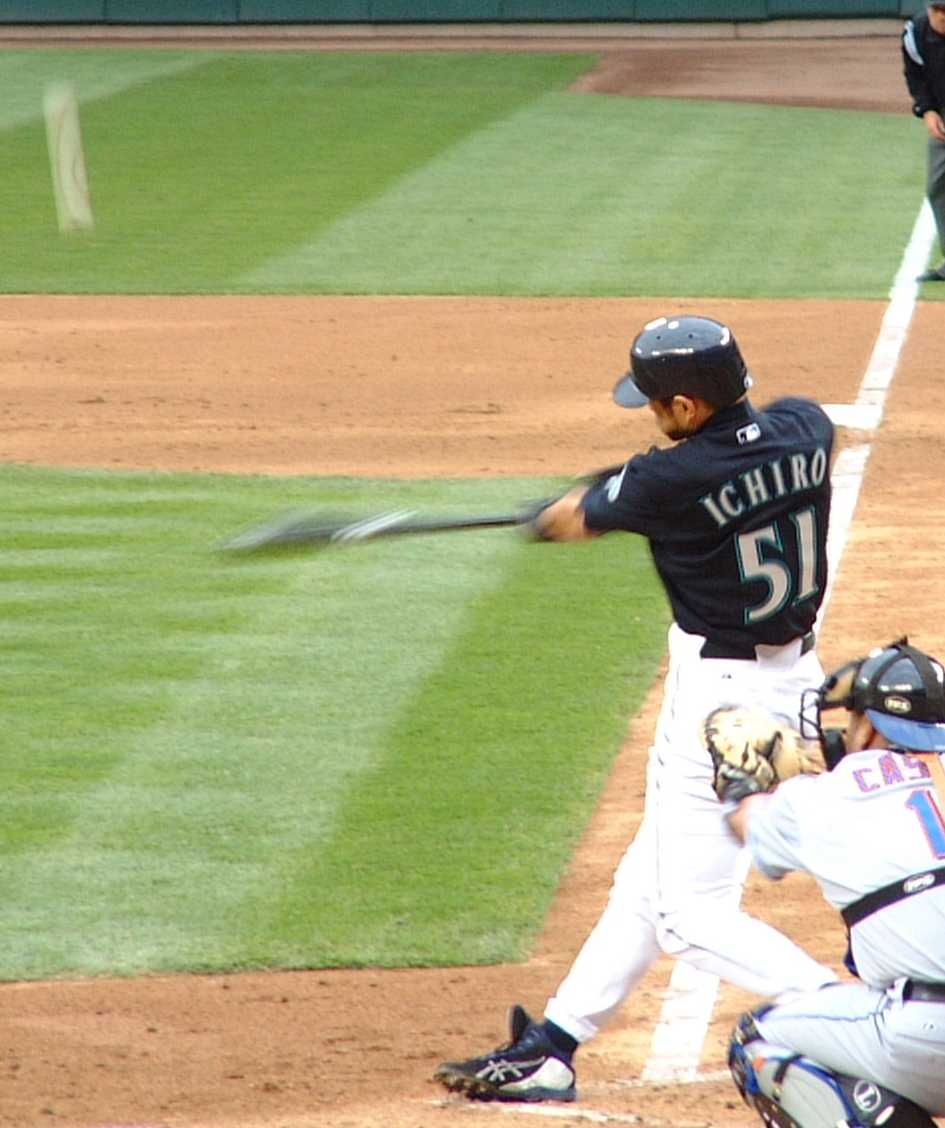
ボールをライト方向へ「引っ張る」イチロー

打撃における技術と戦術には、次のようなものがある。項目名にリンクがあるものは、当該記事も参照。
ミート打法
ボールを遠くに飛ばすよりもバットに当てる（ミートする）ことを念頭に置いてスイングすること。
端的に三振をしなかった打撃を意味して、凡打もバットに当てたことになるので広義でミートに含まれることがある。
基本的に、コンパクトスイングかノーステップ打法がベースとして使われる。
コンパクトスイング
脇を締め、肘を畳み、ステップや動作を最小限に抑えたスイングの事。
強振
ボールをより遠くに飛ばすために強く振る（スイングする）事。
よくフルスイングと混合されやすい。
フルスイング
フォロースルーの際に、バットを最後の最後まで振り抜くスイングの事。
よく強振と混合されやすい。
ハーフスイング
スイング途中（スイングの半分）でバットを止めること。
カット
2ストライク後の安打が困難なストライクゾーンへの投球に対して、三振を避けるためにファウルボールを狙ってバットに当てにいくこと。
センター返し
ピッチャー返しとも呼ばれ、打球をセンター方向めがけて打ち返す。最も基本的な打撃戦術とされる。
流し打ち
右打者が右翼手方向に、左打者が左翼手方向に打つこと。右打者の場合は「右打ち」「おっつけ」とも呼ぶ。カットを狙う際にも有効な技術である。
引っ張り
右打者が左翼手方向に、左打者が右翼手方向に打つこと。一般的に流し打ちよりも強い打球を打てる。また、引っ張り専門の打者をプルヒッターと呼ぶ。
広角打法
元々は広角に打ち分ける技術の高かった張本勲の打撃の代名詞だったが、センター返し、引っ張り、流し打ちを織り交ぜ打球方向に偏りが無い打撃技術を指す用語となっている。
バント
バットを本塁上で止めた構えからボールをバットに当て、ボールを軽く転がす戦術。走者を進塁させたり、相手守備の意表を突いて出塁するために行う。
バスター
バントの構えから、投球と同時に通常の構えに戻して打つ戦術。野手が極端な前進守備を敷いたためバントが困難な場合や、打者が投手とのタイミングを合わせ難い場合、バントと見せかけて相手の集中力や守備隊形を崩したりする場合などに行われる。バントと見せかけることによって打者の打ちやすい球種を投げさせる狙いで用いられることもある。
エバース
バントの構えから、バットを引いて投球を見送る動作を指す。バントをするつもりだったが投球が明らかなボールであったり、打者有利なボールカウントで敢えて投球を見送る際に用いられる。
ヒットエンドラン
投球と同時に走者を盗塁させた後、打者もその投球を打ち進塁を狙う戦術。盗塁とバントを組み合わせた場合はバントエンドラン、盗塁とバスターを組み合わせた場合はバスターエンドランと呼ばれる。
ランエンドヒット
ヒットエンドランと同様に走者に盗塁させるが、打者は投球を見て打つか打たないかを選択する。打った場合はヒットエンドランと同様となり、打たなかった場合は通常の盗塁と同様となる。

## 用語

### スタンスに関する用語

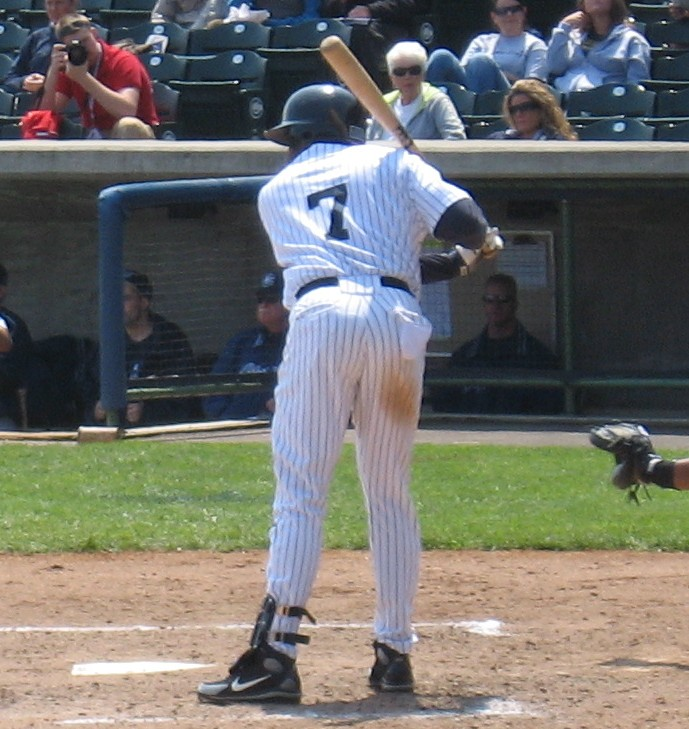
オープンスタンスに構えるトニー・バティスタ

スタンスとは、打撃の構えにおける体の方向のことである。
スクエアスタンス
基本の構え方とされる。
足の爪先を投手と捕手を結ぶ線に合わせて、
両足を真っ直ぐ平行に並べて、
体が正面（本塁側）を向く様に構える。
クローズ（ド）スタンス
投手側の足（前足、踏み込む足）を本塁寄り（前）に踏み出すか、
捕手側の足（後足、軸足）を本塁から（後ろに）引いて、
体を閉じる様に構える。
体の開きを抑えて、所謂、壁を作る事による、溜め（力溜め）が出来る為、外角の球に合わせやすく、流し打ちに適しており、強い打球が打てる。
反面、内角の球に刺し込まれやすく、球が見辛くなる。
オープンスタンス
捕手側の足（後足、軸足）を本塁寄り（前）に踏み出すか、
投手側の足（前足、踏み込む足）を本塁から（後ろに）引いて、
体を開く様に構える。
体毎、顔を正面に正対させられる為、内角の球を捌きやすく、引っ張りに適しており、球が見やすくなる。
反面、外角の球に届きにくくなり、打球を遠くに飛ばしにくくなる。

### スイングに関する用語

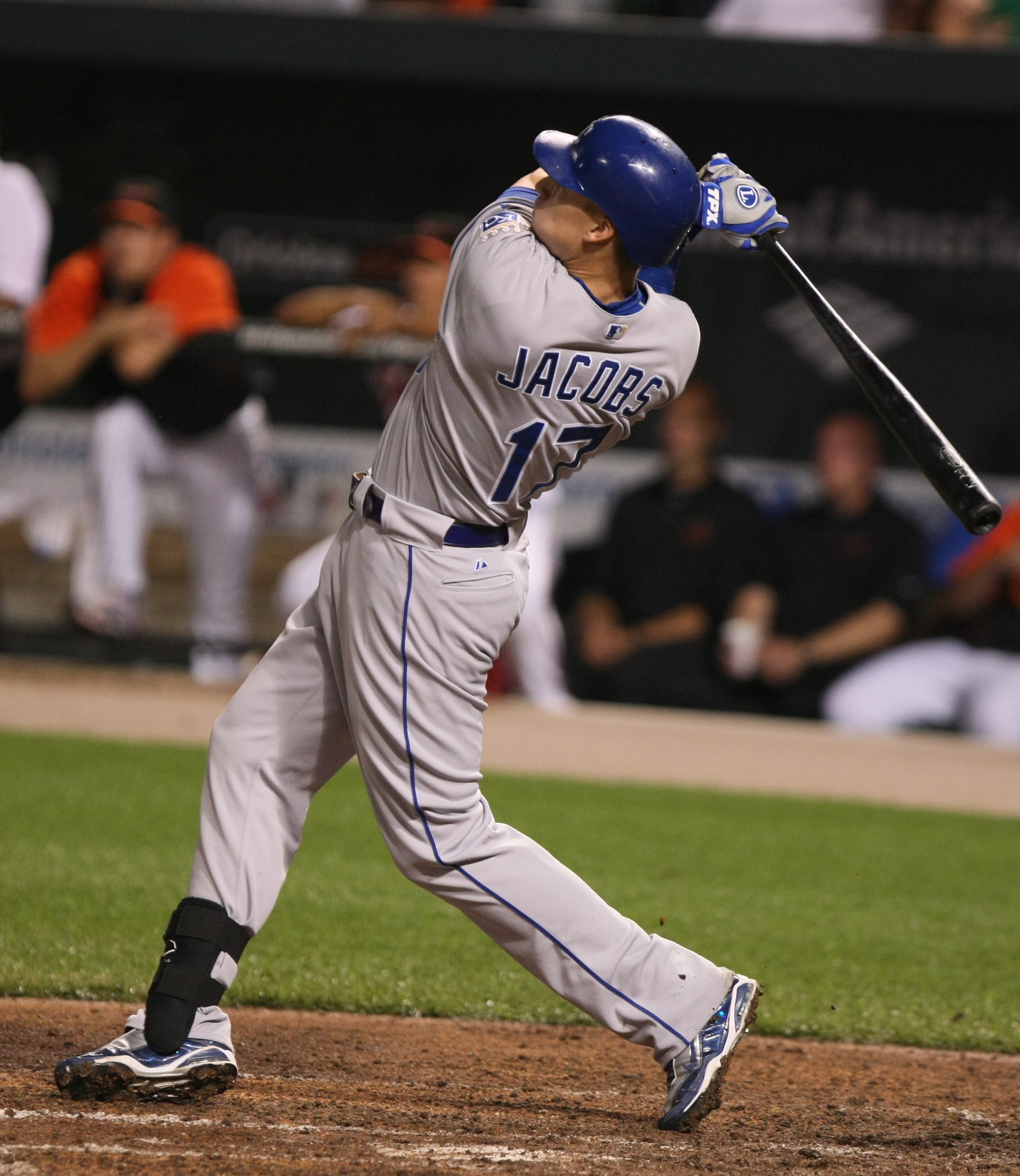
アッパースイング(マイク・ジェイコブス)

バットを振ることをスイングという。
レベルスイング
水平にバットを振るスイング。スイングの基本ともいわれる。
ダウンスイング
バットを上から下へ振り下ろすスイング。強いゴロや強烈なバックスピンがかかったライナーを打つのに適しているが、ボテボテのゴロになる頻度も高い。極端なダウンスイングを「大根切り」と呼ぶ。
アッパースイング
バットを下から上へ振り上げるようなスイング。打球を遠くへ飛ばすのに適する反面、ミートまでに軌道が遠回りしやすく、その分振り遅れやすい。

#### スイング技術に関する用語
スイングの局面ごとの細分類を表す用語には以下のようなものがある。
テイクバック
スイングするためにバットを一旦後方に引くこと。
トップ
テイクバックと足の踏み込みによって完成する、スイングのために力を貯めた形のこと。バットを振り出す直前のグリップの位置を指すこともある。
ヒッチ
タイミングをとるためにグリップを上下させること。
インパクト
ボールとバットが衝突する瞬間のこと。
フォロースルー
インパクトの後、バットをさらに振り切る動きのこと。
ツイスト
タイミングを外された際、スイングの途中に瞬時に腰の回転を通常とは逆に回転させ突っ込みすぎた上体を戻しながら打つこと。阿部慎之助の「ツイスト打法」などが実例。

## 練習方法

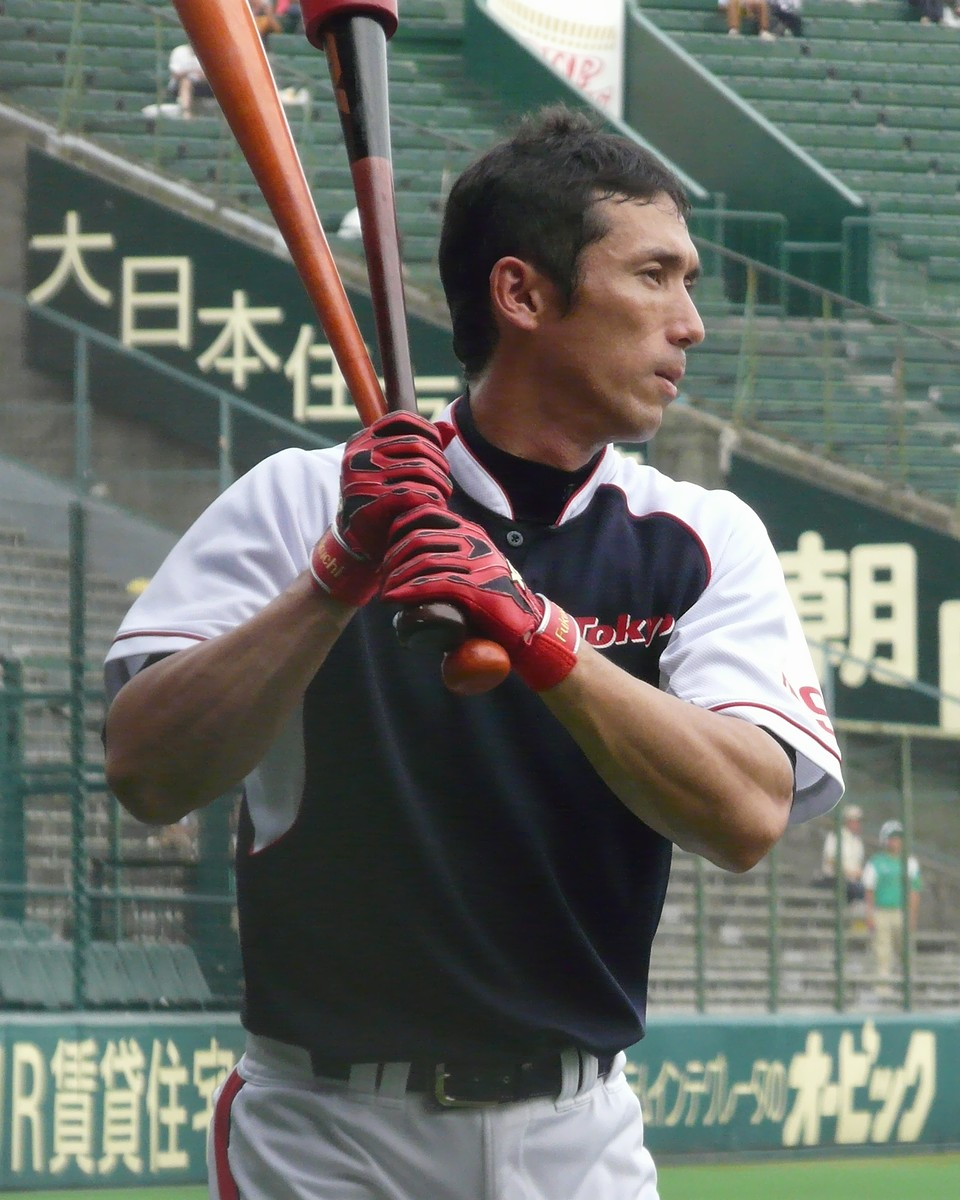
バットを二本持ち、素振りを行う福地寿樹

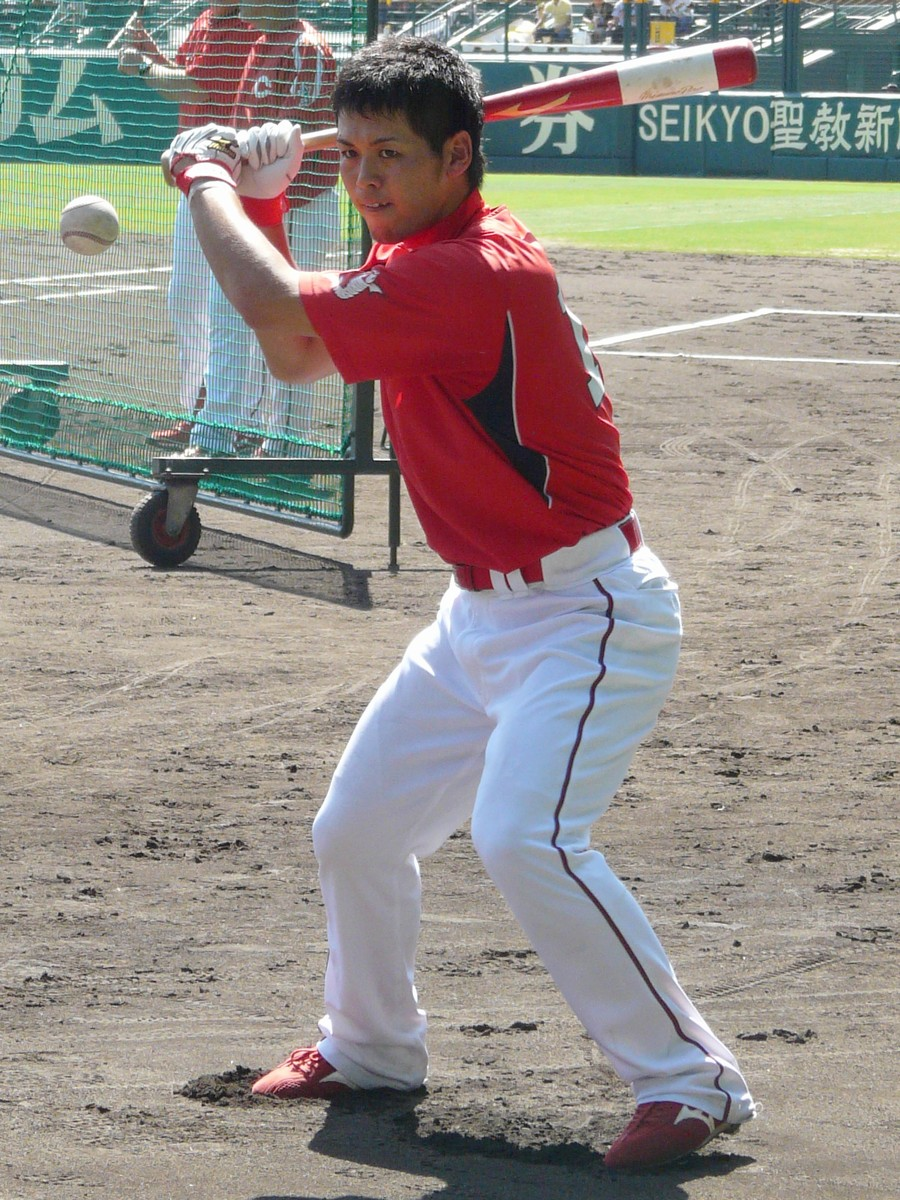
セットアップティーバッティングを行う小窪哲也

打撃の練習方法には次のようなものがある。
素振り
もっとも基本的な練習。スイングのスピードアップや、トップ、スタンスの位置などを決めるのに最適である。中・上級者でもこの練習をあまりに怠ると、フォームを崩しやすくなる。
トスバッティング（ペッパーゲーム）
近距離からボールを投げてもらい、ワンバウンドで相手に打ち返す練習。
ティーバッティング
棒（ティー, tee）の先端にボールを乗せ、それを打つ練習方法。空気でボールを浮かせるマシンもある。
セットアップ・ティーバッティング
斜め下から軽くボールを放ってもらい、正面に打ち返す練習方法。
フリーバッティング
打撃投手の投げるボールを打ち返す練習方法。
シートバッティング
投手および守備に付く野手を実戦に近い形式で配置して行う練習方法。
マシン打撃
ピッチングマシン等の機械を相手に行う練習方法。

## 打撃理論
効率よく打撃を行うための考え方は打撃理論と呼ばれ、スイング軌道やタイミングの取り方等に関して様々な考え方が提唱されている。特に体系化されたものとしては手塚一志が1990年代後半に提唱したシンクロ打法やうねり打法がある。

### スイング軌道
スイング軌道に関しては特に様々な理論が提唱されている。村上隆行らはダウンスイングの優位性を、立花龍司らはレベルスイングの優位性を主張している。しかし、アッパースイングの優位性を説くものも存在し、山下大輔は「どんなに速いスピードボールでも（変化球ならなおさら）ボールは必ず上から下に向かってくる。この軌道に対して最も効率よく打ち返すためには、（スイングは）レベルからややアッパー軌道が最適」と述べている。また、広戸聡一は「アッパースイングやダウンスイングに見えるのはフォロースルーの軌道によるところが大きく、どのスイングもボールを叩く角度に大差はない」と述べている。古田敦也はダウンスイングよりも横からボールの下を叩いてボールに浮力を与えた方が良いとしている。

## 特徴的な打法

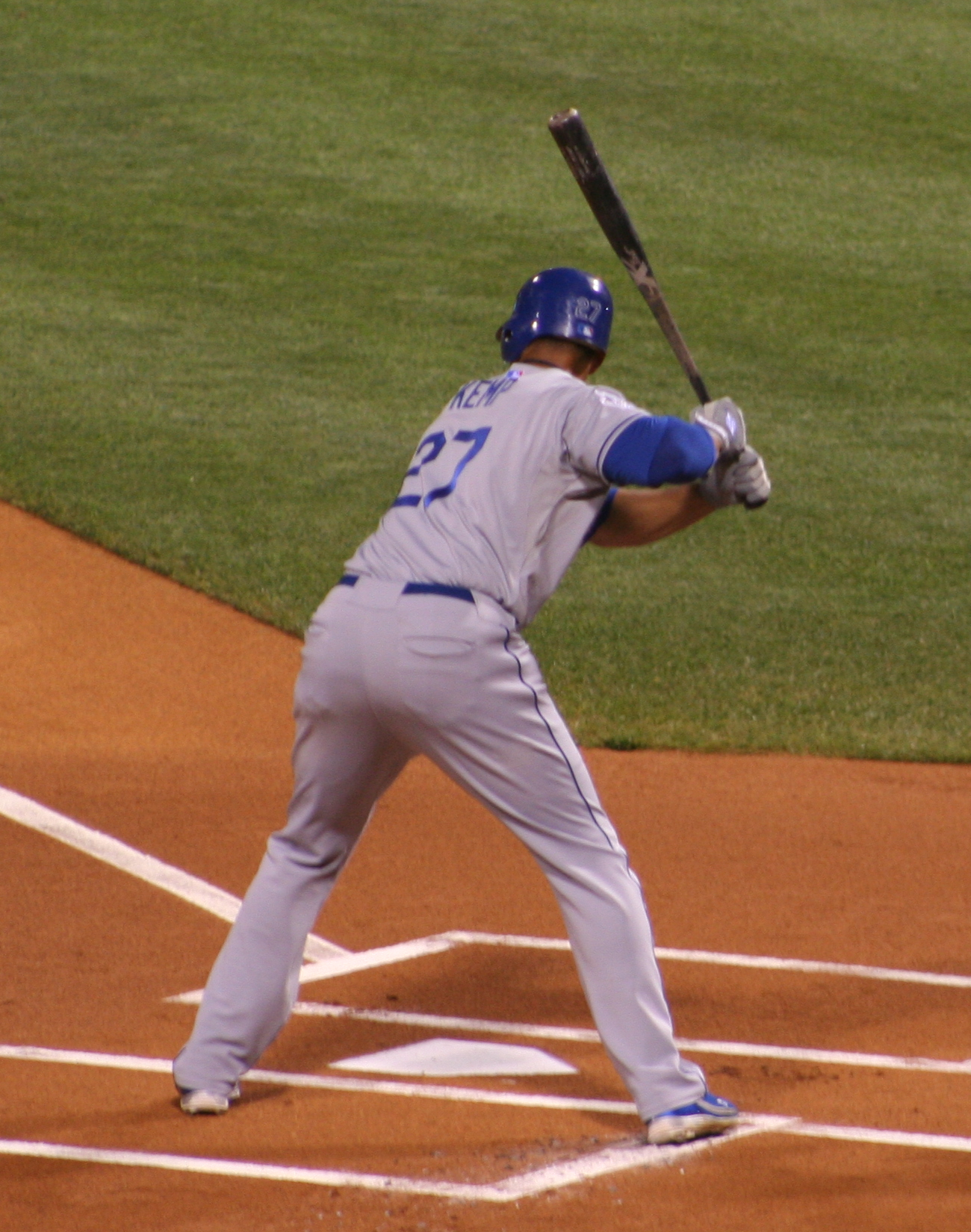
マット・ケンプのクラウチングスタイル

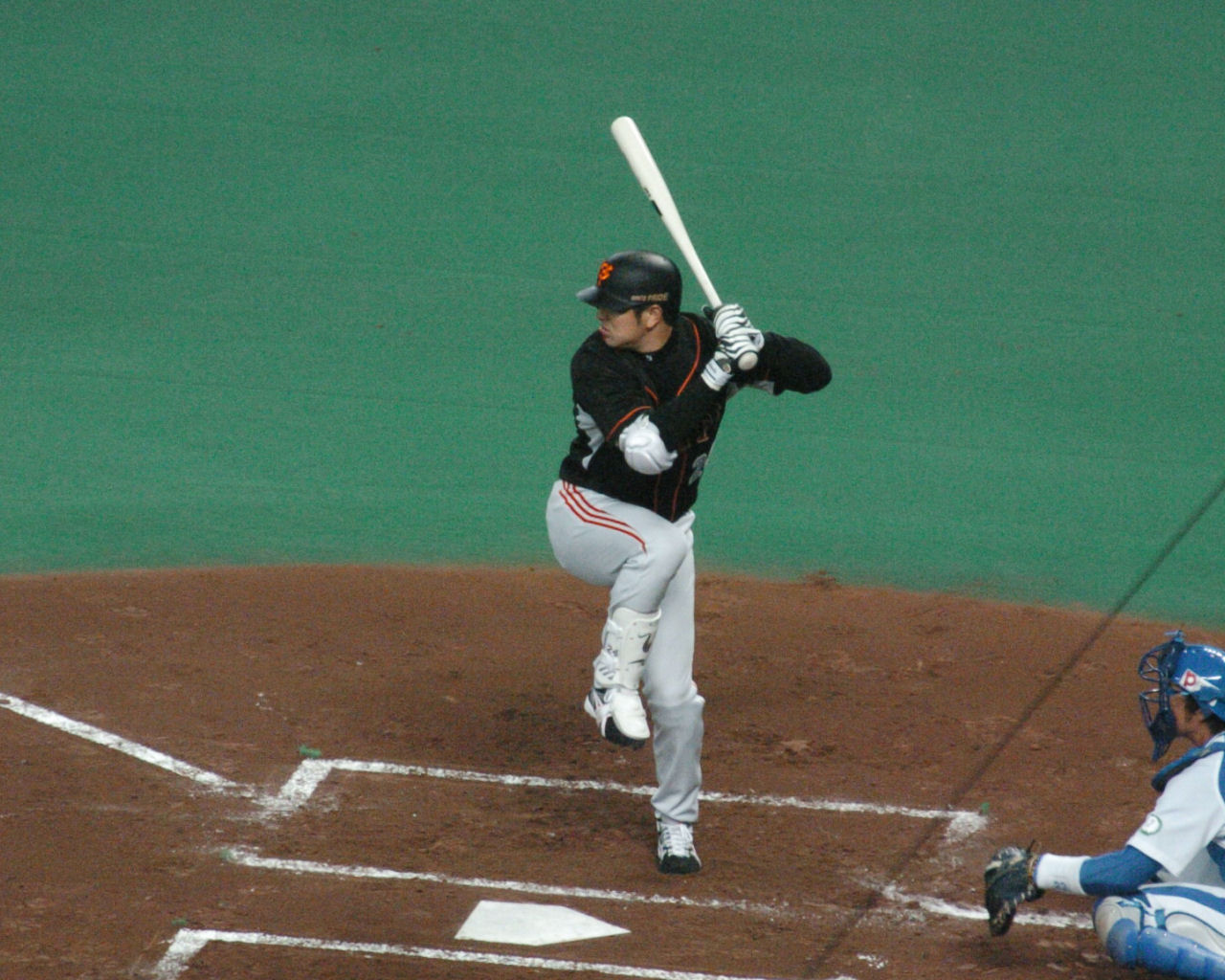
高橋由伸の一本足打法

バットの構え方や振り方（バッティングフォーム）には個人差があり、特に個性的なものには「○○打法」などの名称がつけられている。以下に主立ったものを挙げる。
クラウチングスタイル
打席内で上半身をホームベース寄りに前傾させ構える打法。ピート・ローズ、ウォーレン・クロマティなどが採用。
バスター打法
バントの構えから、自分のトップの位置に戻して打つ。長打は望みにくいがスイングがコンパクトになり、投手のリリースした球をよく見ることができるため選球眼が悪い打者には有効とされる。テイクバックが遅いと投球がよく見えても振り遅れることもある。中谷仁、細川亨などが採用。
一本足打法（フラミンゴ打法）
投手側の足を大きく上げ、タイミングを取る打法。下半身の動きが大きくなるが、タメを作りやすい。王貞治、高橋由伸、大豊泰昭らが採用。
神主打法
バットを神主が大麻（おおぬさ）を捧げるように構える打法。手首を押し込むように打つ事が出来るので、広角に強い打球を打てるとされている。落合博満、清原和博、小笠原道大、中村紀洋、高山久らが採用。
振り子打法
投手側の足を振り子のように動かしタイミングを取る打法。オリックス・ブルーウェーブ時代のイチローが河村健一郎コーチと共に開発した。他に坪井智哉など。
すり足打法
剣道のすり足の様に足を打席ですりながらトップを作る打法。下半身の動きが少ないため速球にも変化球にも対応しやすい。プロ・アマを問わず多くの選手が用いている。
ゴルフスイング打法（新田式打法）
小鶴誠がゴルファーでもあった新田恭一の理論を取り入れて習得した打法。アッパースイングではなく、ゴルフのスイングのように腰の回転を主導させる打法である。
近藤和彦、松本哲也の天秤棒打法/天秤打法
バスター打法に似ているが、こちらはバットを体の前ではなく、横や後ろで構える。近藤和彦が剣道をヒントに開発した。なお、松本哲也に関しては、2年に及んだスランプ脱出の過程で、この打法は止めている
タフィ・ローズの水平打法
種田仁のガニ股打法
最初から体を極端に開いて構えるオープンスタンスの一種。長打を狙おうとして利き腕の反対の肩が内側に入ってしまうという癖をなくすために行なった。
中登志雄のちょうちん打法
梨田昌孝のこんにゃく打法
バットを正面に立て、腰を落として力を抜き、全身を柔らかく動かしながらタイミングを取る。テイクバックの際に手が下がってしまう癖があった梨田が、手が下がらない場所まで体を落とし、力を抜いて小刻みに動き、全身を安定させることで会得した。
片手打法
韓国の朴正泰（パク・ジョンテ、右打者）が行なった打法。左手は左足太ももの付近に置き、右手一本でバットを構える。金本知憲は2004年7月29日の中日戦で死球を受け腕を骨折した翌日の巨人戦に強行出場した際には、これに近い打法で高橋尚成から安打を記録している。
石井浩郎、中島裕之のぶった切り打法
八重樫幸雄の八重樫打法
前述のガニ股打法とコンセプトは同じ。こちらの方がより体が投手と正対する格好となり、極端である。眼鏡のフレームが視界を妨げていたので、それを克服するために開発した。
梁埈赫の万歳打法
スイング後の体勢が万歳をしているようにみえることから。
ノーステップ打法（ノンステップ打法）
あらかじめ足を開き、ステップをせずにボールを打つ打法。アルバート・プホルス、T-岡田、岩本貴裕らが採用。